# Ludwig von Lustnau
Ritter Ludwig von Lustnau war von 1296 bis 1306 Bürgermeister von Tübingen.
Mit Genehmigung seines Lehnsherrn, des Grafen von Tübingen, verkaufte er am 15. November 1307 nach ersten Teilverkäufen 1300 und 1303 den ganzen – inzwischen abgegangenen – Weiler Steinbös nördlich von Lustnau, der seinen Namen von den dortigen Steinbrüchen hatte. Er gab auch seine Einwilligung und siegelte die Verkaufs-Urkunde, als seine Söhne Johannes und Bertolt im Jahr 1323 all ihren Besitz im Gebiet von Pfrondorf um 300 Pfund Heller an das Kloster Bebenhausen verkauften.